# Castell de Vallespinosa
Castell de Vallespinosa era un Castell termenat, construït al segle xii, situat damunt del poble de Vallespinosa, al municipi de Pontils (Conca de Barberà), del qual encara es conserven parcialment dues torres circulars i part de la muralla. El castell és declarat bé cultural d'interès nacional.

## Descripció
Vestigis de murs sobre el turó que corona la població.
Avui es conserven restes de dues torres i part del perímetre de la muralla.

## Història
Castell termenat. Documentat el 1030. La primera notícia del castell és la seva escriptura de venda l'any 1030.L'any 1174 Berenguer de Clariana en feu devoció al monestir de Santes Creus. A principis del segle xvii fou assaltat pel bandoler Perot Rocaguinarda, el qual el malmeté de forma molt important.
El segon i definitiu atac al castell es produí l'any 1648, quan les milícies castellanes assaltaren i destruïren el castell, propietat llavors de Josep Margarit i Biure, cap de les milícies catalanes, governador de Catalunya i un dels més ferms defensors de la política francesa. Anteriorment a la darrera guerra civil es conservaven dos portals.